# Merle Robbins
Merle Robbins, * 1912, † 14. januar 1984.
Bil je brivec iz Reading, Ohio, ki je leta 1971 med prepirom s svojim sinom glede pravil igre Crazy Eights izumil podobno igro imenovano UNO, kar v slovenščini prevajamo v Enka oziroma Karte ena.
1. 1 2 3  Find a Grave — 1996.